# Gaston Bachelard
Gaston Bachelard (1884-1962) va ser un filòsof especialitzat en estètica i filosofia de la ciència. Es definia com a racionalista i buscava les connexions entre els diferents camps del coneixement (fruit de la seva experiència personal, car va començar estudiant física i va acabar teoritzant sobre literatura). Va ser condecorat amb la Legió d'Honor francesa.

## Idees clau
Va encunyar els conceptes d'ofelització i de ruptura epistemològica, que és un precedent del concepte de paradigma de Kuhn, en afirmar que la ciència progressa amb el canvi de mentalitat dels científics i no tant per descobertes concretes. La ciència, a més a més, no produeix veritat, sinó una manera de preguntar-se sobre la realitat on tot extrem és reduccionista, cal per tant usar un mètode pluralista, rebutjant per exemple el materialisme extrem tan freqüent a la seva època.
Adoptant els arquetips de Jung, va estudiar la influència dels elements clàssics en la literatura, com a prova del reflex de la psicologia col·lectiva en l'art. Així, els escriptors d'aire tendeixen a l'idealisme i usen metàfores basades en el vent, el cel o els ocells, com els del romanticisme. Els autors del realisme, per contra, són de terra i per això es fixen en allò material i concret, lligat al present, amb abundància de descripcions. Les obres d'autors d'aigua són fluides i tendeixen a la malenconia, com els poetes de l'spleen. Finalment, els artistes de foc usen la fantasia i la passió per escriure els seus llibres i a vegades poden tendir al nihilisme destructor, com les flames.

## Obres
- Essai sur la connaissance approchée (1927)
- Étude sur l'évolution d'un problème de physique. La propagation thermique dans les solides. (1928)
- La Valeur inductive de la Relativité (1929)
- Le Pluralisme cohérent de la chimie moderne (1932)
- L'Intuition de l'instant (1932)
- Les Intuitions atomistiques (1933)
- Le Nouvel Esprit scientifique (1934).
- L'Expérience de l'espace dans la physique contemporaine (1937)
- La Formation de l'esprit scientifique (1938).
- La Psychanalyse du feu (1938)
- Lautréamont (Bachelard) (1939)
- La Philosophie du non (1940).
- L'Eau et les rêves (1942).
- L'Air et les songes (1943).
- La Terre et les rêveries du repos (1946).
- La Terre et les rêveries de la volonté (1948).
- Le Rationalisme appliqué (1949).
- La Dialectique de la durée (1950).
- Le Matérialisme rationnel (1953).
- La Poétique de l'espace (1957)
- La Poétique de la rêverie (1960)
- La Flamme d'une chandelle (1961).